# Katastrofa górnicza w kopalni Heinitz
Katastrofa górnicza w kopalni Heinitz – katastrofa w niemieckiej kopalni węgla kamiennego Heinitz (od 1945 do 2004 roku działającej jako Kopalnia Węgla Kamiennego Rozbark) na Rozbarku. W wyniku wybuchu gazów oraz pyłu węglowego w dniu 31 stycznia 1923 roku zginęło 145 górników. Jest to jedna z najtragiczniejszych katastrof górniczych na obszarze dzisiejszej Polski oraz największa w bytomskim górnictwie.

## Przebieg
Ze względu na to, że kopalnia została zaliczona do kategorii niegazowych, używano w niej lamp z otwartym ogniem. Do wybuchu doszło na poziomie 420, na którym przebywało 23 górników. Oni też zostali jego pierwszymi ofiarami. Przypuszcza się, że zapaliły się gazy z nieczynnego wyrobiska oraz pył węglowy. Poprzez jeden z szybów fala wybuchu dotarła na powierzchnię oraz na pokład 660.
Ratownicy dotarli do pierwszych poszkodowanych 7 godzin po wybuchu. Podczas trwającej kilkanaście dni akcji ratunkowej wydobyto 145 zabitych (w tym 4 ratowników górniczych) oraz kilkuset rannych.
21 lutego wydobyto kolejne 7 ofiar, a w następnym dniu pozostałe 2 ofiary. Ostatnia ofiara została wydobyta dopiero w marcu i pochowana w Rozbarku.

## Pogrzeby
4 lutego odbył się pogrzeb 122 ofiar, które do tego czasu wydobyto. Uroczystość rozpoczęła się na placu przed kopalnianą cechownią, gdzie ustawiono 122 trumny. Po nabożeństwie prowadzonym przez księży katolickich i ewangelickich, na 25 ciężarówkach przewieziono trumny na cmentarze. Na cmentarzu w Rozbarku pochowano we wspólnym grobie 104 górników (100 katolików i 4 ewangelików). Ostatecznie spoczęło tam 122 górników, pozostałych pochowano w Piekarach Śląskich (20 osób), Karbiu, Chechle oraz Radzionkowie (po 1). W imieniu Rzeczypospolitej Polskiej udział w pogrzebie wzięli Konsul Generalny Rzeczypospolitej Polskiej w Bytomiu doktor ekonomii Aleksander Szczepański i konsul Radowski.
23 lutego odbył się pogrzeb kolejnych 8 ofiar. 2 zostały pochowane w Piekarach Śląskich, a 6 w Rozbarku.

## Po katastrofie

### Szukanie przyczyn
20 lutego 1923 roku w czasopiśmie „Górnoślązak” opublikowano informację, że problem katastrofy został poruszony podczas obrad Parlamentu Krajowego Wolnego Państwa Prusy przez Deputowanego Socjaldemokratycznej Partii Niemiec z Górnego Śląska Juliusa Franza. To miało miejsce podczas obrad w sprawie bezpieczeństwa w dolnośląskich kopalniach węgla kamiennego. Już w 1922 roku złożono wniosek podniesienia bezpieczeństwa w kopalniach. Według deputowanego w kopalni nie odbywały się ćwiczenia ratowników górniczych. Nie wypróbowano aparatów ratunkowych, dlatego z 4 ratowników, którzy zjechali do kopalni, aż 3 zginęło.

### Pomoc rodzinom ofiar
Na początku lutego redakcja Katolika ogłosiła apel w którym prosiła o zbieranie datków dla rodzin ofiar. 20 lutego 1923 roku z budżetu Prowincji Górny Śląsk postanowiono przekazać 5 mln. marek niemieckich na zapomogi dla wdów i sierot po górnikach, którzy zginęli w kopalniach Abwehr, Heinitz i Knoff.
W marcu w Dzienniku Ustaw Śląskich ogłoszono rozporządzenie Marszałka Sejmu Śląskiego, który przyznał rodzinom ofiar katastrof w kopalniach Heinitz i Knoff 10 milionów marek niemieckich na zapomogi.
W kwietniu poinformowano, że przekazywaniem pieniędzy z dobrowolnych datków będzie zajmował się specjalny wydział. Uchwalono wypłatę zapomogi rodzinom ofiar jeszcze przed świętami Wielkanocnymi. Każda rodzina otrzymała 40 tys. marek niemieckich, potem na każde dziecko poniżej 14 roku życia miała otrzymać kolejne 10 tys. marek niemieckich. Rodzice i osoby dla których zmarły był jedynym żywicielem mieli otrzymać po 40 tys. marek niemieckich.

## Pomnik

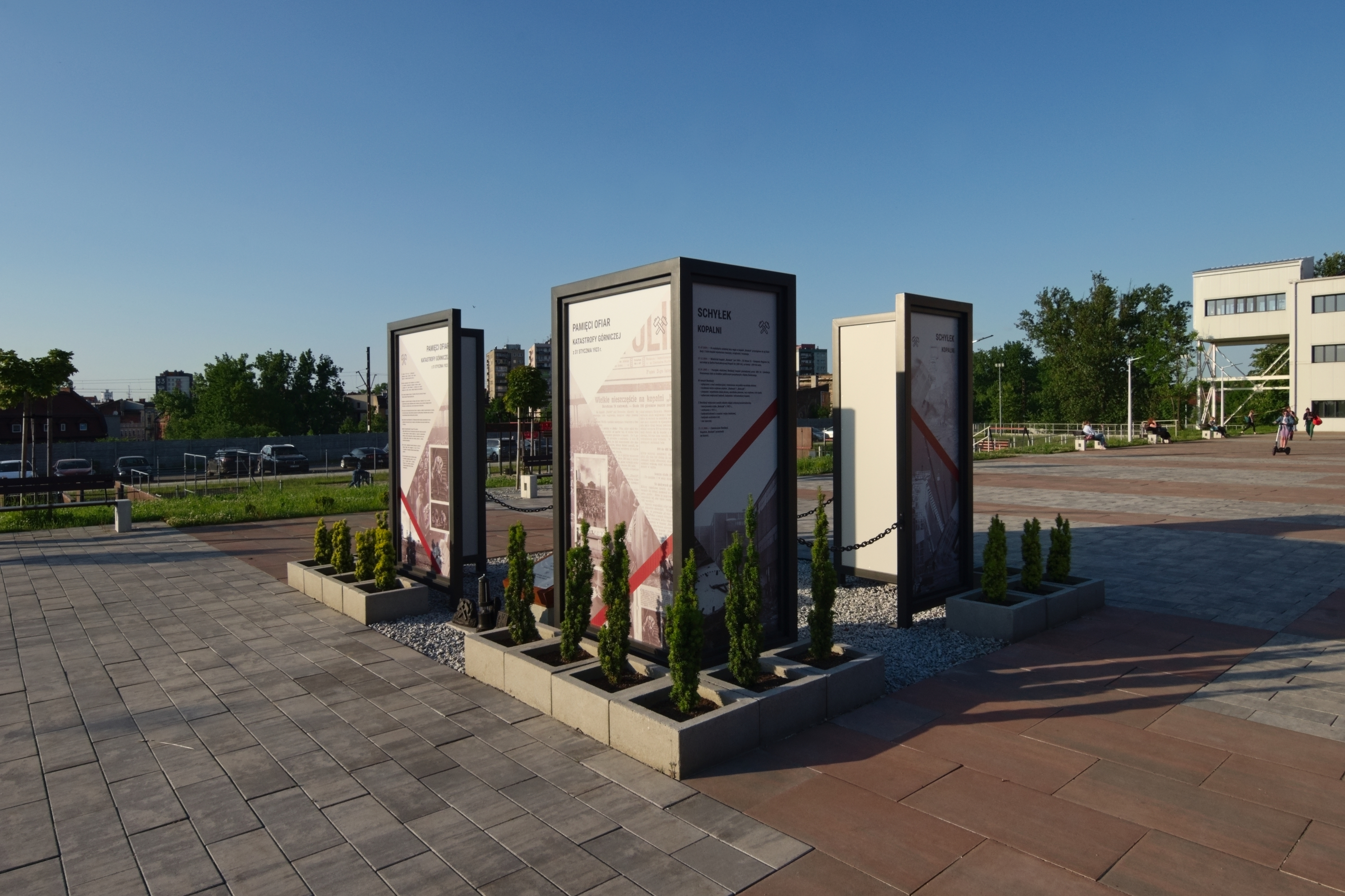
Miejsce pamięci przy zabudowaniach kopalni Rozbark (2023)

1 lutego 1925 roku, na miejscu zbiorowej mogiły odsłonięto pomnik z nazwiskami wszystkich ofiar katastrofy. W 2009 roku pomnik został odnowiony.